# Ennedi Est
Ennedi Est er et af de fire departementer, som udgør regionen Borkou-Ennedi-Tibesti i Tchad.
15°33′N 22°54′Ø / 15.55°N 22.9°Ø